# 雄城台中央
雄城台中央（おぎのだいちゅうおう）は、大分県大分市の地名。現行行政地名は雄城台中央一丁目及び雄城台中央二丁目。住居表示実施済区域。

## 地理
大分市の稙田地区に属し、東に上宗方、南に市、南西に萌葱台、北西に椿が丘、北東に上宗方南と接している。

## 歴史

### 沿革
- 2019年（平成31年）1月12日 - 住居表示を実施に伴い、大字上宗方・大字市の各一部（通称は雄城台住宅地）から、雄城台中央一丁目及び雄城台中央二丁目を新設[5]。

### 町名の変遷
| 実施後           | 実施年月日                | 実施前（各町名ともその一部、公称のみ） |
| ---------------- | ------------------------- | -------------------------------------- |
| 雄城台中央一丁目 | 2019年（平成31年）1月12日 | 大字上宗方、大字市（各一部）           |
| 雄城台中央二丁目 | 2019年（平成31年）1月12日 | 大字市（一部）                         |

## 世帯数と人口
2022年（令和4年）3月31日現在（大分市発表）の世帯数と人口は以下の通りである。
| 丁目             | 世帯数  | 人口  |
| ---------------- | ------- | ----- |
| 雄城台中央一丁目 | 206世帯 | 443人 |
| 雄城台中央二丁目 | 126世帯 | 262人 |
| 計               | 332世帯 | 705人 |

### 人口の変遷
国勢調査による人口の推移。
| 2020年（令和2年） | 669人 | [ 6 ] |  |

### 世帯数の変遷
国勢調査による世帯数の推移。
| 2020年（令和2年） | 289世帯 | [ 6 ] |  |

## 学区
市立小・中学校に通う場合、学区は以下の通りとなる（2022年4月時点）。
| 丁目             | 番・番地等 | 小学校             | 中学校             |
| ---------------- | ---------- | ------------------ | ------------------ |
| 雄城台中央一丁目 | 全域       | 大分市立稙田小学校 | 大分市立稙田中学校 |
| 雄城台中央二丁目 | 全域       | 大分市立稙田小学校 | 大分市立稙田中学校 |

## その他

### 日本郵便
- 郵便番号 : 870-1164[2]（集配局 : 大分南郵便局[8]）。